# 湛江海湾大桥
湛江海湾大桥，位于中国广东省湛江市，是  081省道跨越麻斜海湾的一座双塔双索面混合梁斜拉桥。桥梁全长3,981.17米，主跨480米，桥宽25米。承载双向四车道一级公路兼顾城市快速道路，设计速度80千米/小时；桥下通航净高48米，净宽不小于400米。于2003年7月30日正式开工，2006年12月30日竣工通车，最高可抵抗12级台风与8级地震。

## 设计
大桥由东至西分为5部分：东岸引桥、水中东引桥、主桥斜拉桥、水中西引桥、海滨立交桥。主桥长840米，跨度组成为60+120+480+120+60米，其中中间120+480+120米为钢箱梁，两边的60米为预应力混凝土箱梁；水中引桥为跨度50米的混凝土连续箱梁；岸上引桥为跨度28米的混凝土连续箱梁。主塔塔高155.11米。